# لارس کوبر
لارس کوبر (انگلیسی: Lars Kober؛ زادهٔ ۱۹ اکتبر ۱۹۷۶) قایقران کانو اهل آلمان است.